# Гавдида Іван Михайлович
Іва́н Миха́йлович Гавди́да (20 вересня 1966, с. Саранчуки Бережанського району Тернопільської області — 30 серпня 2003, м. Київ) — український громадсько-політичний діяч.

## Життєпис

### Дитинство
Іван Гавдида народився 20 вересня 1966 року в селі Саранчуки  нині Тернопільського району Тернопільської області за 12 км від Бережан. Був третьою дитиною у сім'ї. Старшими були брат Василь і сестра Надія. Іванів батько, Михайло, був робітником на меблевій фабриці в Бережанах. Мати, Марія, працювала на паркетному заводі в Потуторах. Важливу роль у сім'ї Гавдидів відігравала бабуся Ганна, яка працювала на фермі. Іван часто допомагав їй.
У старших класах Іван брав активну участь у підготовці тематичних вечорів, різноманітних творчих заходів. Закінчив школу на «4» і «5».

### Армія та інститут
Закінчивши школу, 1983 року вступив на природничий факультет Тернопільського педагогічного інституту. У 1985—1987 роках служив в армії у місті Овруч Житомирської області.
Під час навчання в інституті Гавдида розпочав громадську діяльність: брав участь у акціях студентської непокори у 1990—1991-х роках, був одним із засновників Товариства української мови імені Тараса Шевченка, Тернопільського товариства «Вертеп».
У студентські роки Гавдида не забував про рідне село. Так, 1989 року, коли на братській могилі загиблих за Україну у Бережанській тюрмі відбувалась панахида, Іван привіз до Саранчуків хлопців із товариства «Вертеп». Це, фактично, був перший масовий захід у селі — від станції Потутори йшла величезна колона із синьо-жовтими прапорами.

### Вчителювання та громадська діяльність
1990 року Іван Гавдида закінчив педінститут, отримав посаду вчителя географії у восьмирічній школі сусіднього села Боків. 1991 року став учителем географії у рідній школі. Був також класним керівником. Багато випускників Саранчуківської школи навчались і навчаються на географічному факультеті Тернопільського педагогічного університету. Декілька років Гавдида працював ще й учителем військової підготовки.
Брав участь у Саранчуківському сільському аматорському театрі «Ровесник», створеному 1987 року. На початку 1990-х років Іван зіграв роль Євки Кацапихи у виставі Романа Саливона «Туп-цюп, Європа». Текст вистави, яка була побутовою комедією, але, водночас з актуальним політичним тлом, привіз до села саме Гавдида і наполіг, щоб аматори її зіграли, причому, жіночу роль вибрав собі сам.
1995 року було здійснено постановку вистави «Як наші діди парубкували». У п'єсі Іван Гавдида отримав роль Гриця. Це також була роль комедійного плану, але досить велика.
Із «Туп-цюп Європою» «Ровесник» об'їздив майже пів району. «Як наші діди парубкували» ставилась тільки в селі Саранчуки.
1999 року святкувалось 600-ліття Саранчуків. Гавдида фактично забезпечив друк історії села, яку написав Богдан Паньків.
2002 року допоміг у виділенні для Саранчуківської ЗОШ, яка відзначала 50-річчя, комп'ютерного класу. Завдяки його зусиллям школа отримала також 10 тисяч гривень із бюджету на ремонт майстерні.
Щоразу, коли приїздив у рідне село, дарував школі книги, спортивний інвентар (адже дуже любив грати у футбол, баскетбол, волейбол, займався кулевою стрільбою). Останнім часом Іван працював над розв'язанням проблеми будівництва спортивного залу у Саранчуках.

### Особисте життя
20 травня 1995 року Гавдида одружився, з дружиною Наталею познайомився у товаристві «Вертеп». Син Назар народився 22 червня 1998 року.
Переїхавши в 1995 році до Тернополя, Іван одразу включився до роботи в КУНі.

### Політична діяльність
Напередодні грудневого референдуму 1991 року Іван Гавдида з агітаційною групою від Бережанського району, яка складалась переважно із мешканців Саранчуків, їздив на Дніпропетровщину.
Гавдида був депутатом Бережанської районної ради першого демократичного скликання від Саранчуківського виборчого округу. 1991 року вступив до Демократичної партії України, був учасником установчих зборів ДемПУ в Теребовлі Тернопільської області.
Член Пласту від 1990 року. Перший станичний станиці Бережани та організатор підготовчого куреня УПЮ імені Дмитра Мирона-Орлика. 1992 року Гавдида був у числі співзасновників Пластового Куреня «Вовча Ліга». Від 1992 року — курінний «Вовчої Ліги», від 1997 року — Голова Ради Честі Пластового Куреня «Вовча Ліга», від 1997 року — голова Станичної Ради станиці Тернопіль. Багаторічний комендант пластових таборів та вишколів.
1995 року вступив у ряди Конгресу Українських Націоналістів, а згодом очолив Тернопільську обласну організацію КУН. Був членом Центрального Проводу КУН.
Одночасно Гавдида був членом Головного Проводу ОУН. 2000 року на Х Великому Зборі ОУН Гавдиду обрали заступником Голови Проводу ОУН. У Проводі відповідав спочатку за молодіжний сектор, а потім за вишкільну роботу.
Ініціатор створення і лідер Координаційної ради державницьких організацій в Україні.
1998 року Іван став одним із ініціаторів створення Молодіжного Конгресу Українських Націоналістів, з якого вже у 2001 році утворюється Молодіжний Націоналістичний Конгрес — всеукраїнська молодіжна громадська організація, яка називає Івана Гавдиду «хрещеним батьком». Також він є Почесним членом МНК.
Був ініціатором багатьох науково-практичних конференцій з проблематики національно-визвольного руху, виборчих технологій тощо, у Славську, Києві, Тернополі, Львові.
Як політтехнолог Іван забезпечив виграш кандидатам від патріотичних сил у трьох виборчих кампаніях 1998 та 2002 років.
2001 року його обрали директором Центру національного відродження імені Степана Бандери в Києві.
2002 року обраний депутатом Тернопільської обласної Ради від Бережанського виборчого округу. Був керівником фракції «Наша Україна» в обласній Раді.
Від 2002 року Гавдида був заступником голови Тернопільської обласної організації Українського Народного Руху (від 2003 року — Української народної партії).
Він автор багатьох статей та публікацій. Був одним із редакторів «Бюлетеня Проводу ОУН», лектором Міжнародного республіканського інституту. Учасник і організатор багатьох патріотичних заходів у різних регіонах України.
Івана запрошували на ювілейні заходи українські громади в США, Канаді, Великій Британії.

### Загибель
30 серпня 2003 року у віці 36 років Гавдида трагічно загинув у Києві: його з проламаним черепом знайшли мертвим неподалік від власного помешкання. Лише через два дні його тіло опізнали в морзі. Правоохоронці стверджують, що І. Гавдида загинув внаслідок черепно-мозкової травми, отриманої при падінні, але Українська народна партія та Наша Україна розцінили вбивство Івана Гавдиди як політичне, оскільки він був помітною політичною фігурою. Родичі й найближче оточення І. Гавдиди також не вважають цю смерть нещасним випадком, хуліганством чи побутовим убивством.

### Вшанування пам'яті
Поховали Івана Гавдиду 3 вересня в рідному селі Саранчуки. Це був урочистий похорон, з ним прощався Київ, Тернопіль, Саранчуки.
Вишкільні табори націоналістичної молоді, які започатковував Іван, сьогодні носять його ім'я. Насамперед, Молодіжний Націоналістичний Конгрес щороку організовує табір «Лисоня» [Архівовано 8 травня 2016 у Wayback Machine.], який відбувається поблизу Саранчуків на Бережанщині, а також вишкіл «Відвага», названі іменем Івана Гавдиди.
Ім'я героя від 2004 року носить один із тернопільських пластових осередків — курінь число 77 імені І. Гавдиди.
У 2011 році видана книга «Іван Гавдида — творець нової епопеї», упорядниками якої стали перший голова Молодіжного Націоналістичного Конгресу Віктор Рог та історик Олег Вітвіцький.
У 2013 році в Тернополі на будинку, де розташовується офіс Конгресу Українських Націоналістів, відкрито меморіальну дошку Іванові Гавдиди.
У 2016 році відкрито пам'ятну дошку Іванові Гавдиді в Києві. Її встановив Молодіжний Націоналістичний Конгрес до 15-ї річниці з дня заснування організації.
11 липня 2022 року в Тернополі, внаслідок дерусифікації, вулиця Юрія Гагаріна перейменована на вулицю Івана Гавдиди.